# Trinta di mei
Trinta di mei (Papiaments voor: "dertig mei") verwijst naar de staking van werknemers van de olieraffinaderij Isla van Shell op Curaçao op 30 mei 1969. Daarbij vielen twee doden en tientallen gewonden. Deze gebeurtenis was een belangrijk keerpunt in de politieke, culturele en socio-economische verhoudingen op het Antilliaanse eiland. Ten tijde van de staking was Cola Debrot gouverneur van de Nederlandse Antillen.

## Achtergrond
Op Curaçao ging het in de jaren 60 bergafwaarts met de economie. De stijgende prijzen werden niet voldoende gecompenseerd door stijging van de lonen, waardoor de koopkracht van de bevolking afnam. Bovendien leidde het contractor-systeem van de Shell, waarbij de Shell zijn arbeiders ontsloeg die dan via onderaannemers voor een veel lager loon en zonder sociale bescherming hetzelfde werk moesten doen, tot veel onrust. De directe aanleiding voor de staking was het stagneren van de onderhandelingen voor een nieuwe CAO. Daarbij konden verscheidene vakbonden het niet eens worden met Wescar, verantwoordelijk voor de ontwikkeling van de CAO’s. De onderneming Werkspoor Caribbean N.V., bekend onder de naam "Wescar",, had op dat moment een vast aannemerscontract met Shell Curaçao. Op de avond vóór 30 mei 1969 bereikten de stakende werknemers en de directie van Wescar een principe-akkoord.

## Opstand
In de ochtend van 30 mei 1969 verzamelen zich arbeiders van de Shell voor een vooraf uit solidariteit aangekondigde staking. Onder leiding van onder anderen Papa Godett, voorzitter van de AHU, en Amador Nita komen ongeveer vierduizend arbeiders samen. Om druk op de Staten uit te oefenen, vertrekt de stoet richting het regeringscomplex Fort Amsterdam. Onderweg beginnen de plunderingen en sluiten meer mensen zich aan. De staking is vanaf dat moment geen arbeidersconflict meer, maar een volksopstand waarbij de politie niet meer in staat is om deze in goede banen te leiden. Wilson Godett raakt zwaargewond wanneer de politie de opstand met geweld probeert neer te slaan. Willemstad brandt letterlijk en figuurlijk, verscheidene delen van Otrabanda en Punda worden in de as gelegd.
In de middag krijgt de lokale regering toestemming vanuit Den Haag om het Korps Mariniers in te zetten om de orde te herstellen. Daags daarna worden nog driehonderd militairen uit Nederland ingevlogen. Amador Nita eist namens de vakbonden het aftreden van de regering binnen achtenveertig uur. Gouverneur Cola Debrot zit op het moment van de opstand in New York. Hij vliegt dezelfde nacht nog terug en kondigt in de dagen erna het ontslag van de regering aan.
Algemeen wordt aangenomen dat de staking zich kon ontwikkelen tot een volksopstand, omdat de lokale politiek de urgentie van sociale hervormingen niet gezien heeft. Toch zijn er in de jaren voor Trinta di mei op sociaal en cultureel gebied een aantal waarschuwingen geweest. De blanke bevolking van Curaçao genoot veel betere sociale voorzieningen dan de zwarte bevolking. Bovendien woonden de blanken in afgesloten villawijken, waar zwarten alleen naar binnen mochten als ze werden opgehaald door een blanke bewoner. De zwarte bevolking had nauwelijks macht. In de Staten, het parlement van de Nederlandse Antillen, was het Papiaments een verboden taal.

## Politieke hervorming:Awor nos ta manda
Een jaar na 30 mei 1969 concludeerde een ingestelde onderzoekscommissie dat de oorzaak van de opstand lag bij de socio-economische en raciale spanningen op Curaçao. De ambivalente houding van de lokale politiek ten opzichte van de ontwikkeling van het eiland heeft bijgedragen aan de opstand; het streven naar politieke onafhankelijkheid in combinatie met economische groei is een illusie. Politieke onafhankelijkheid gaat hand in hand met economische terugloop. Voor economische groei is Curaçao daarom afhankelijk van Nederland. Op zijn beurt heeft Nederland deze paradoxale houding te lang ontkend door onafhankelijkheid te stimuleren binnen zijn voormalige koloniën. Na 30 mei 1969 was ontmanteling van de overzeese gebieden de enige oplossing volgens Nederlandse politici. De onderzoekscommissie oordeelde anders: zowel de Nederlandse Antillen als Nederland moest het onafhankelijkheidsstreven opgeven en in plaats daarvan ruimte bieden voor politieke vernieuwingen.
Sinds 30 mei 1969 werd in de politiek meer rekening gehouden met de belangen van Afro-Antilliaanse bevolkingsgroepen. Awor nos ta manda (Nu nemen wij de touwtjes in handen): Wilson Godett, Amador Nita en Stanley Brown richtten de partij Frente Obrero i Liberashon 30 di Mei (FOL) op. Bij de eerstvolgende verkiezingen kreeg de partij 25% van de stemmen op Curaçao en behaalde daarmee drie zetels in de Staten van de Nederlandse Antillen (het parlement). De jongere generatie intellectuelen richtte de partij Movemento Antiyas Nobo (MAN) op. Zij behaalden één zetel. De FOL speelt nog steeds een rol in de Curaçaose politiek, tot 2012 onder leiding van Anthony Godett, een zoon van Wilson Godett.

## Literaire hervorming:Di-nos-e-ta
Het studiebeurzenbeleid vanuit Nederland creëerde een nieuwe groep Antilliaanse intellectuelen. Zij speelden een grote rol in de strijd voor sociaal-economische rechtvaardigheid en verschuivingen binnen de politieke macht. De politieke hervormingen die plaatsvonden na de opstand hadden in de nieuwe intellectuele kringen al een aanloop.
In de jaren voorafgaand aan Trinta di mei werden er verscheidene tijdschriften opgericht waarin de ongelijkwaardige socio-economische situatie op de Antillen werd veroordeeld. In tijdschriften als Observador en Kambio werd geprobeerd de Antilliaan bewust te maken van zijn eigen sociale situatie en culturele identiteit. Daarnaast zetten de jonge intellectuelen zich af tegen de culturele opvattingen van de oudere generatie auteurs. Deze afkeer werd na de opstand alleen maar sterker. Een tijdschrift als Kambio was echter niet in staat om de onderste laag van de bevolking te bereiken, niet zozeer omdat het blad in Nederland werd uitgegeven, als wel omdat het in het Nederlands werd gepubliceerd. Het tijdschrift Vitó (1964) had meer succes. Het blad kende een minder intellectueel karakter en werd gepubliceerd in het Papiaments. Hierdoor vond het meer aansluiting bij de sociale onderlaag van de Antilliaanse bevolking. Vanaf 1966 stond het tijdschrift onder redactie van Stanley Brown. Hij werd na de opstand veroordeeld wegens het publiceren van opruiende teksten waardoor Trinta di mei had kunnen plaatsvinden.
De oudere generatie intellectuelen ging uit van de creoliseringsgedachte, een ideologie waarin de culturele identiteit wordt geformuleerd vanuit het Creool-zijn, in plaats van onderscheid te maken op basis van etnische afkomst. Binnen de Antilliaanse bevolking betekent dit dat het Antilliaan zijn wordt geformuleerd vanuit etnische diversiteit in plaats van etnisch onderscheid. De literaire beweging die na Trinta di mei ontstond, stelde zichzelf in dienst van de Afro-Antilliaanse bevolking. Onder de slogan Di-nos-e-ta (Dat behoort ons toe) werd getracht om voor de zwarte bevolking een eigen identiteit te creëren door de Afro-Caribische cultuur te verheerlijken. Alle ellende is te wijten aan de niet-zwarte bevolking. Het land zou dan ook bestuurd moeten worden door zwarten, de rechtmatige eigenaars van het eiland. Bij deze opvatting hoorde ook het streven naar onafhankelijkheid. De literaire uitingen waren vooral in het Papiaments, de taal van het volk. Een van de eerste dichters die vanuit Di-nos-e-ta publiceerde was Guillermo Rosario met het gedicht Mi nigrita – papyamentu. Andere leden van de beweging waren Henry Habibe en Frank Martinus Arion.
De oudere generatie oefende kritiek uit op de nieuwe beweging. Pierre Lauffer bekritiseerde Di-nos-e-ta om haar eenzijdigheid. De Antilliaanse bevolking bestaat niet slechts uit zwarte mensen, maar kenmerkt zich juist door etnische diversiteit. Di-nos-e-ta staat daarom de vorming van de Creoolse identiteit in de weg. Dit betekent niet alleen sociale achteruitgang, maar ook culturele achteruitgang.
Politiek en culturele bewegingen zijn hand in hand gegaan voorafgaand en na Trinta di mei. De politieke gedachte Awor nos ta manda loopt parallel met de culturele stroming Di-nos-e-ta.

## Trivia
- In 1995 riep de Curaçaose overheid "30 mei" uit tot herdenkingsdag.[4]
- In 1996 legde de kunstenaar Ras Elijah (pseud. van Earl Nicolaas) de gebeurtenis van 30 di mei vast een muurschildering in de Bayonetstraat, een steegje te Otrabanda. De muurschildering is een portrettengalerij, waarbij Papa Godett, Amador Nita en Stanley Brown staan afgebeeld naast Nelson Mandela en Martin Luther King en Haile Selassie.[5][6]
- Het plein voor het postkantoor te Punda, waar reeds een borstbeeld van Papa Godett staat, werd in augustus 2014 officieel hernoemd tot Plasa Wilson "Papa" Godett. Hier vindt jaarlijks de nationale herdenking van 30 mei plaats.[7]
- Op de 50-jarige herdenking van Trinta di mei gaf Curaçao een postzegel uit met een afbeelding van de drie stakingsleiders, Stanley Brown, Papa Godett en Amador Nita, naar het ontwerp van Avantia Damberg.[8]